# Nadawanie komórkowe

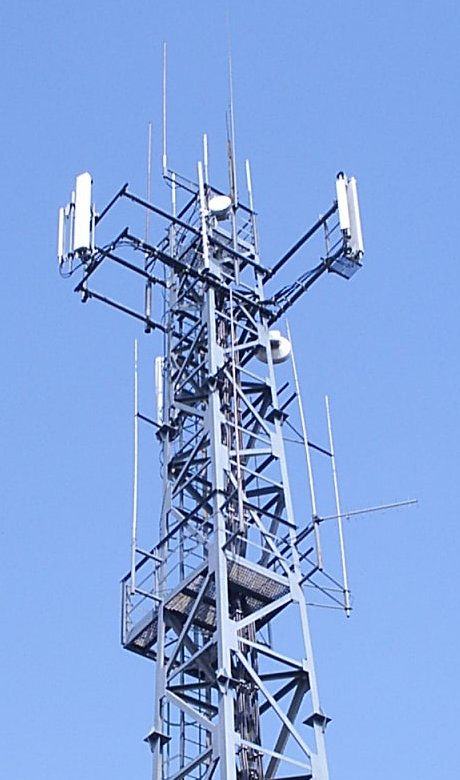
stacja bazowa GSM.

Nadawanie komórkowe (ang. cell broadcast) – usługa polegająca na rozsyłaniu pewnych informacji (przypominających SMS-y) do abonentów sieci znajdujących się w zasięgu jednej stacji bazowej BTS. Mogą to być informacje na temat sytuacji na drogach, prognoza pogody, informacje o lokalizacji najbliższego postoju taksówek, posterunku policji, szpitala. Są pogrupowane tematycznie i nadawane na osobnych kanałach. 